# Pocono Pines
Pocono Pines est une census-designated place située dans le comté de Monroe, dans l’État de Pennsylvanie, aux États-Unis. Lors du recensement de 2020, elle compte 2 007 habitants.